# Belagerung von Senonae
Mediolanum – Augusta Vindelicorum – Lacus Benacus – Placentia – Fano – Pavia – Langres – Vindonissa – Autun – Reims – Brumath – Senonae – Argentoratum – Solicinium – Argentovaria
Die Belagerung von Senonae war ein Gefecht zwischen römischen Truppen unter Julian und Alamannen im Jahre 356. Sie endete mit einem Sieg der Römer.

## Vorgeschichte
Nach der Schlacht von Brumath brach im Jahre 356 der Winter in Gallien ein, sodass der römische Feldherr Julian ein Winterquartier für sich und seine Soldaten suchen musste. Er wählte dazu die nahe gelegene Stadt Senonae (deren Identifizierung unklar ist). Aufgrund des geringen Nahrungsmittelangebots innerhalb der Stadt ließ der römische Feldherr sein Heer aufteilen und in den umliegenden Siedlungen unterbringen.
Diesen Augenblick nutzten die Alamannen, die von der Aufteilung des römischen Heeres gehört hatten, und zogen im Herbst des Jahres 356 einen Ring um die Stadt Senonae.

## Verlauf
Julian hatte für einen solchen Notfall vorgesorgt und bereits genug Lebensmittel in die Stadt bringen lassen, um seine Garnison für einige Monate ernähren zu können. Doch hatte er auch zu wenig Truppen in der Stadt, dass er einen Ausfall hätte wagen können. Er ließ Boten des Nachts durch die feindlichen Linien dringen und sie Nachrichten an die einzelnen römischen Truppenverbände außerhalb der Stadt schicken. Doch boten diese kaum bis keine Hilfe an. Vor allem der Heermeister Marcellus schickte trotz zweimaliger Bitte um Unterstützung keine Soldaten nach Senonae. Der Grund dafür war vermutlich der Neid des Generals auf die Erfolge Julians; so musste Julian mit der Garnison ausharren. Es kam zu einigen Scharmützeln an der Stadtmauer, die aber ohne große Erfolge auf beiden Seiten blieben. Nach den harten Wintermonaten mussten die schlecht organisierten Alamannen aufgrund von Lebensmittelmangel die Belagerung abbrechen und sich nach Norden zurückziehen. Damit hatte Julian die Belagerung für sich entschieden.

## Folgen
Den Unmut der römischen Offiziere außerhalb der Stadt ließ Julian drakonisch bestrafen. Marcellus wurde ebenfalls vom Dienst suspendiert. Die römische Armee konnte von der Stadt Senonae alle Vorbereitungen für den weiteren Feldzug treffen. Der wirklich entscheidende Sieg der Römer über die Alamannen kam aber erst in der folgenden Schlacht von Argentoratum.